# Vladimir Graudin
Vladimir Graudin (Unión Soviética, 26 de agosto de 1963) es un atleta soviético retirado especializado en la prueba de 800 m, en la que consiguió ser subcampeón mundial en pista cubierta en 1987.

## Carrera deportiva
En el Campeonato Mundial de Atletismo en Pista Cubierta de 1987 ganó la medalla de plata en los 800 metros, con un tiempo de 1:47.68 segundos, tras el brasileño José Luiz Barbosa y por delante del marroquí Faouzi Lahbi (bronce).